# Santos Abril y Castelló

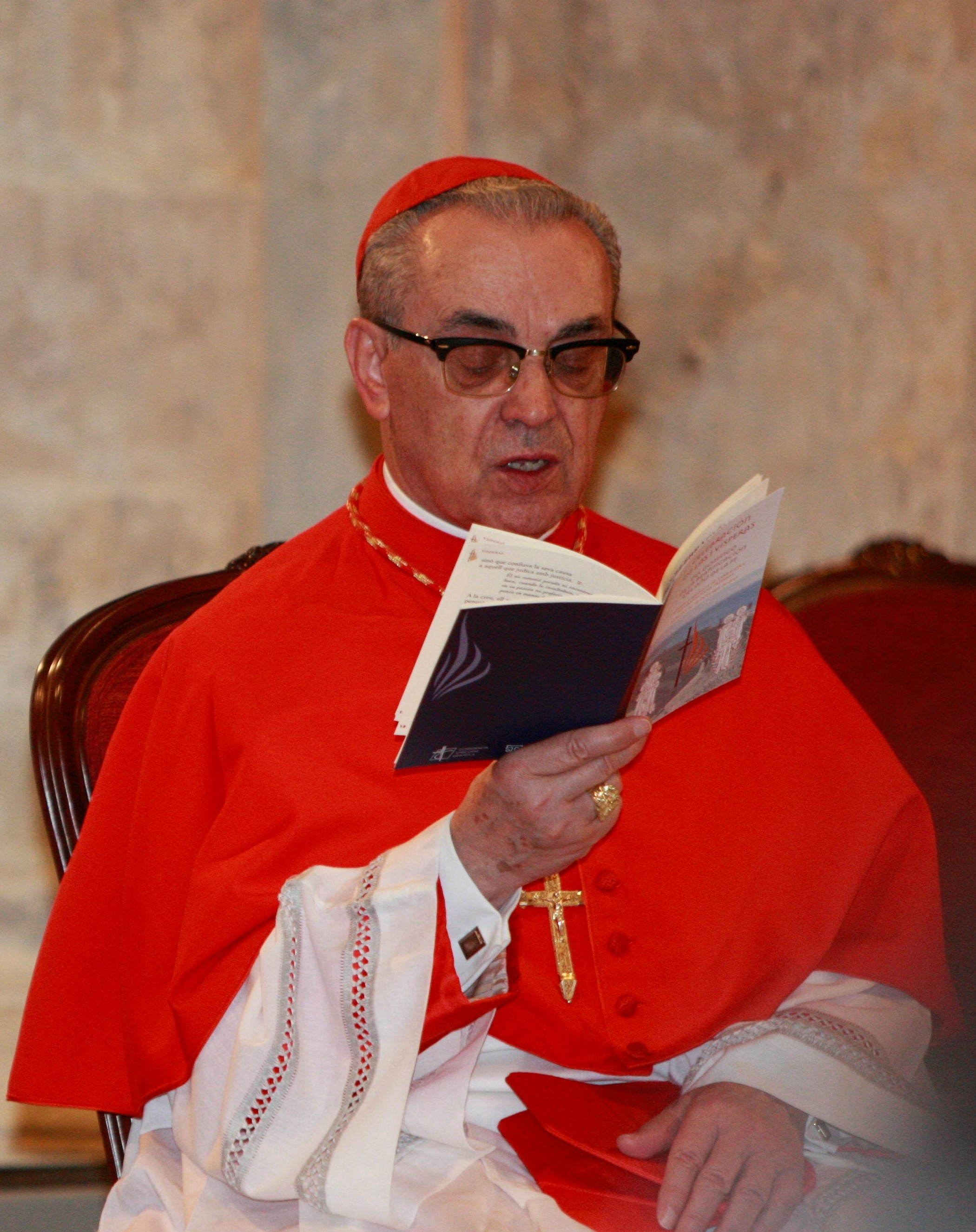
Kardinal Abril y Castelló (2013)

Kardinalswappen

Santos Kardinal Abril y Castelló (* 21. September 1935 in Alfambra, Spanien) ist ein Kurienkardinal der römisch-katholischen Kirche.

## Leben
Santos Abril y Castelló empfing am 19. März 1960 das Sakrament der Priesterweihe und wurde in das Bistum Teruel y Albarracín inkardiniert. Papst Johannes Paul II. verlieh ihm am 23. September 1980 den Titel Ehrenprälat Seiner Heiligkeit.
Am 29. April 1985 ernannte ihn Johannes Paul II. zum Titularerzbischof von Tamada und zum Apostolischen Nuntius in Bolivien. Die Bischofsweihe spendete ihm am 16. Juni 1985 Kardinalstaatssekretär Agostino Casaroli; Mitkonsekratoren waren Gabino Díaz Merchán, Erzbischof von Oviedo, und Ramón Búa Otero, Bischof von Tarazona. Am 2. Oktober 1989 erfolgte für Santos Abril y Castelló die Ernennung zum Apostolischen Pro-Nuntius von Kamerun, Gabun und Äquatorialguinea. Als Nuntius des Heiligen Stuhls folgten diplomatische Vertretungen in der Bundesrepublik Jugoslawien (Ernennung am 24. Februar 1996), Argentinien (Ernennung am 4. März 2000), Slowenien, Bosnien-Herzegowina (Ernennung jeweils am 9. April 2003) und Mazedonien (Ernennung 12. April 2003). Seine Amt in Bosnien-Herzegowina legte er am 21. November 2005 nieder, Nachfolger wurde Erzbischof Alessandro D’Errico.
Am 22. Januar 2011 ernannte ihn Papst Benedikt XVI. zum Vize-Kämmerer der katholischen Kirche und am 2. April 2011 zudem zum Mitglied der Kongregation für die Bischöfe.
Am 21. November 2011 ernannte ihn Benedikt XVI. zum Erzpriester der Patriarchalbasilika Santa Maria Maggiore und nahm ihn im Konsistorium vom 18. Februar 2012 als Kardinaldiakon mit der Titeldiakonie San Ponziano in das Kardinalskollegium auf.
Am 4. März 2014 berief ihn Papst Franziskus zum Präsidenten der Kardinalskommission für die Überwachung der Vatikanbank.
Am 28. Dezember 2016 nahm Papst Franziskus seinen Rücktritt als Erzpriester der Patriarchalbasilika Santa Maria Maggiore an. Am 4. März 2022 wurde er von Papst Franziskus unter Beibehaltung seiner Titeldiakonie als Titelkirche pro hac vice zum Kardinalpriester ernannt.

## Mitgliedschaften
- Kongregation für die Selig- und Heiligsprechungsprozesse (2011–2015[11], bestätigt 2012[12] und 2013[13])
- Kongregation für die Evangelisierung der Völker (2012–2015)[12]
- Kongregation für die Bischöfe (2011–2015; bestätigt 2012[12] und 2013[14])